# سمی لی (شیرجه‌رو)
سمی لی (انگلیسی: Sammy Lee; ۱ اوت ۱۹۲۰ – ۲ دسامبر ۲۰۱۶) شیرجه‌رو، سرگرد ارتش و پزشک اهل ایالات متحده آمریکا بود.